# The Broad Street Bully
The Broad Street Bully è il quinto album in studio del rapper statunitense Beanie Sigel, pubblicato il primo settembre del 2009 e distribuito da Sicness.net. Prodotto senza alcuna promozione, debutta nella Billboard 200 vendendo 66 500 copie fisiche nella prima settimana.
| Recensione | Giudizio |
| ---------- | -------- |
| AllMusic   | [ 2 ]    |
| HipHopDX   | [ 3 ]    |
| XXL        | [ 4 ]    |
| Pitchfork  | [ 5 ]    |

## Tracce
Testi di Chris Ries (tracce 5 e 11), Kenneth Johnson (traccia 4), Leslie Pridgen, Jaa'mal E. Smith (traccia 11) e Dwight Grant. Musiche di Beanie Sigel, The Batkave (traccia 7), Hazebanga (traccia 11) e Isiah Salizar (traccia 11).
1. Intro – 1:23
2. Why Wouldn't I – 3:53
3. Tears Drops – 3:03
4. Where's My Opponent (featuring Omilio Sparks & Freeway) – 3:00
5. Ready for War (featuring Freeway & Young Chris) – 3:59
6. All for It – 3:02
7. Sicker Than Your Average (featuring Freeway) – 3:33
8. Run to the Roc (featuring Young Chris & Omilio Sparks) – 3:47
9. Bang Bang (featuring Murda Mill) – 3:13
10. Return of the Chain Gang (featuring Young Chris) – 2:39
11. You Over Did It (featuring Young Chris & Murda Hill) – 4:37
12. The Ghetto – 3:52

Durata totale: 40:01

## Classifiche

### Classifiche settimanali
| Classifica (2009)         | Posizione massima |
| ------------------------- | ----------------- |
| Stati Uniti               | 77                |
| US Independent Albums     | 7                 |
| US Top R&B/Hip-Hop Albums | 13                |
| US Top Rap Albums         | 5                 |